# Jordan 198
Der Jordan 198 war der Formel-1-Rennwagen von Jordan Grand Prix für die Saison 1998. Trotz der großflächigen Änderungen im Regelkatalog für 1998 hatte der Wagen noch recht viel mit seinem Vorgänger, dem Jordan 197, gemein. Nach einem schwachen Saisonanfang stellte sich in der zweiten Saisonhälfte eine starke Verbesserung ein, die sich in vielen Platzierungen in den Punkterängen und einem Doppelsieg in Belgien manifestierte.

## Technik und Entwicklung

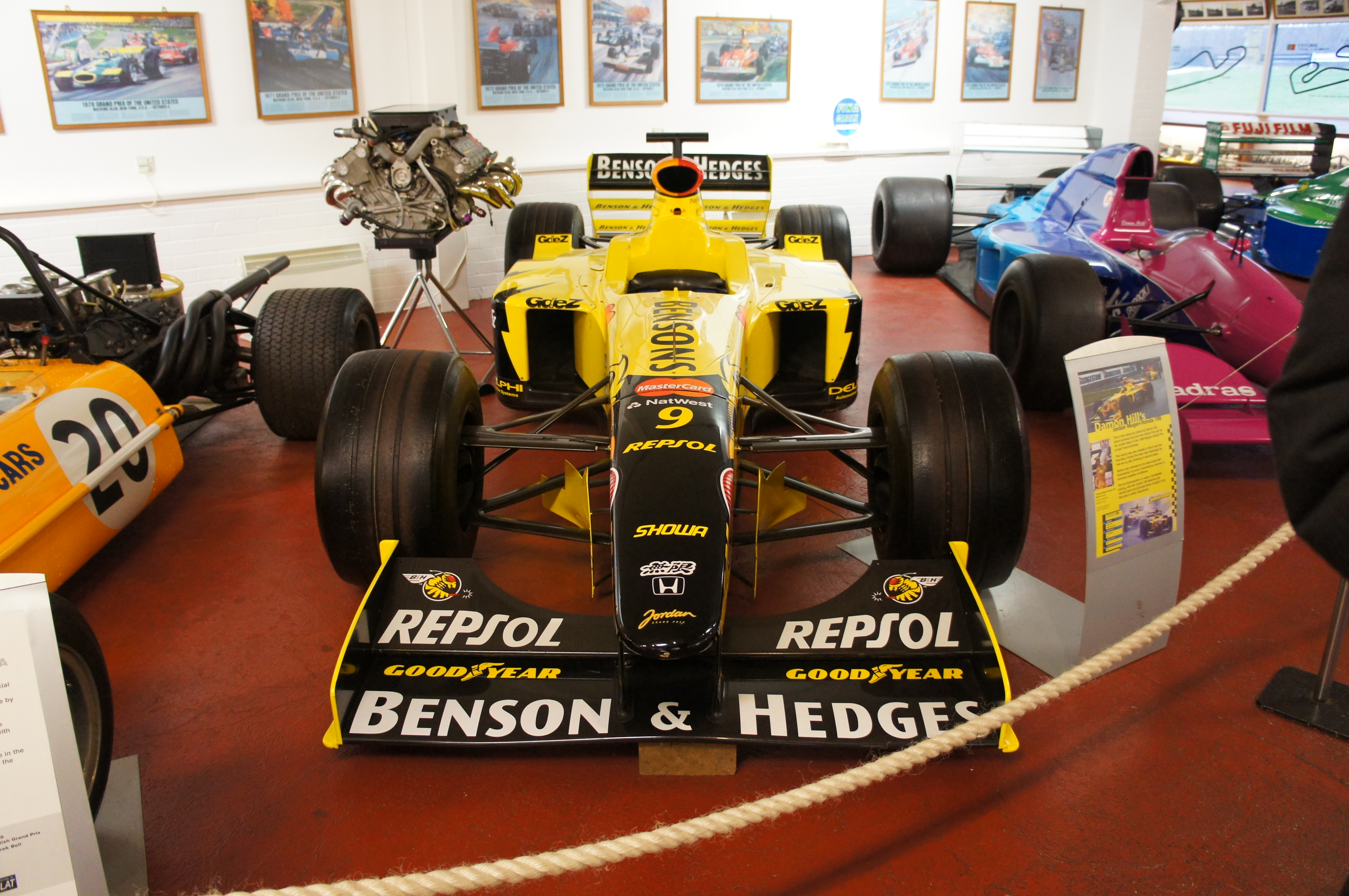
Jordan 198 in Donington Park 2012

Technischer Direktor der Fahrzeugentwicklung war Gary Anderson, der von Chef-Designer Mike Gascoyne und Chef-Aerodynamiker John Iley unterstützt wurde. Im Gegensatz zum Vorjahr verwendete das Team kein Benzin von Total, sondern von Repsol. Dies war der erste Einsatz von Treibstoff dieses Herstellers in der Formel 1. Die Bereifung stammte jedoch weiterhin von Goodyear.
Wie im Vorjahr nutzte Jordan ein Sechs-Gang-Getriebe sowie zusätzlichem Rückwärtsgang aus eigener Entwicklung. Neuer Motorenlieferant war Mugen-Honda, die Peugeot ersetzten. Das japanische Unternehmen stellte den Mugen-Honda MH-301HC zur Verfügung. Dieser entwickelte zwischen 690 und 750 PS und erreichte bis zu 13.800 Umdrehungen pro Minute. Der MF-301HC war ein Zehnzylindermotor mit einem Zylinderbankwinkel von 72°. Jeder einzelne Zylinder verfügte über vier Ventile. Als Einspritzsystem wurde das Honda PGM-F1-System verwendet – als Zündsystem das Honda PGM-IG. Schmierstoffe wurden wie auch das Benzin von Repsol bezogen. Das Gesamtgewicht des Aggregats inklusive zusätzliche Teile betrug 135 kg.

## Renngeschichte
Mit der Saison 1998 verabschiedete die FIA große Änderungen im Regelkatalog für die Konstruktion von Fahrzeugen. Die Spurweite der Fahrzeuge wurde verringert und Rillenreifen vorgeschrieben. Daher entwickelte Jordan den Vorjahreswagen 197 in der Hoffnung weiter, die recht erfolgreiche Saison 1997 auch 1998 fortzusetzen. Der Wagen wurde im Januar 1998 in der Royal Albert Hall präsentiert. Saisonziel war der erste Sieg. Bei der Entwicklung des Wagens wurde insbesondere auf die Bedürfnisse der beiden Fahrer Rücksicht genommen, die als Schlüsselfiguren für die Erfüllung dieses Ziels angesehen wurden. Die ersten Tests liefen erfolgreich und Damon Hill bezeichnete das Fahrzeug als das Beste, das er je gefahren sei. Während der Saison litt der Wagen jedoch unter starkem Untersteuern, was erst durch konstante Weiterentwicklung der Goodyear-Reifen und kleineren Elementen der Aerodynamik behoben werden konnte. Dadurch verbesserten sich die Leistungen in der zweiten Saisonhälfte stark.
Ein weiteres neues Kapitel für Jordan war die Motorisierung. Für 1998 wurde der Vertrag mit Peugeot nicht verlängert und das Team sattelte auf Mugen-Honda-Triebwerke um, die bereits im Vorjahr von Prost Grand Prix verwendet worden waren. Die Leistung des neuen MH-301HC-Aggregats lag jedoch zu Saisonbeginn noch deutlich unter der des Peugeot-Vorjahresmotors, und Verständigungsprobleme zwischen japanischen Mugen-Honda- und irisch/britischen Jordan-Ingenieuren trugen ebenfalls nicht zu einer Verbesserung der Situation bei. Trotzdem gelang es dem Team das Fahrzeug konstant zu verbessern und der 198/3, der ab Mitte der Saison eingesetzt wurde, war nun in der Lage, regelmäßig in die Punkte und sogar auf Podiumsplätze zu fahren.
Höhepunkt des Jahres war der Große Preis von Belgien. Im starken Regen fielen bereits eine Kurve nach dem Start in einer Massenkollision viele Fahrzeuge aus – das Rennen wurde abgebrochen. Beim Neustart über eine Stunde später hatte sich das Wetter nicht gebessert. Zwar konnte sich Damon Hill auf Rang 1 vorarbeiten, musste dann aber Michael Schumacher ziehen lassen. Der Deutsche kollidierte jedoch aufgrund eines Missverständnisses mit David Coulthard beim Versuch, den auf Platz 8 liegenden Schotten zu überholen. Beide schieden dadurch aus. Der Weg war nun frei für einen Doppelsieg. Ralf Schumacher fuhr auf Platz 2 jedoch deutlich schneller als sein britischer Teamkollege auf Platz 1. Letzterer sollte den Deutschen überholen lassen, weigerte sich jedoch vehement mit den Worten, dass man mit leeren Händen dastehen könnte, würden er und Schumacher sich duellieren, jedoch ein Doppelsieg möglich wäre, würde die Reihenfolge beibehalten. Schließlich entschied sich Teamchef Eddie Jordan für Letzteres und sicherte so den ersten und gleichzeitig einzigen Doppelsieg für sein Team.
Insgesamt erreichte das Team in der Saison 1998 34 Punkte und wurde damit vierte Kraft in der Weltmeisterschaft hinter Ferrari, McLaren Racing und Williams F1. Für 1999 wurde der 198 weiterentwickelt. Der Jordan 199 sollte das Team 1999 durch die erfolgreichste Saison der Teamgeschichte führen.

## Lackierung und Sponsoring

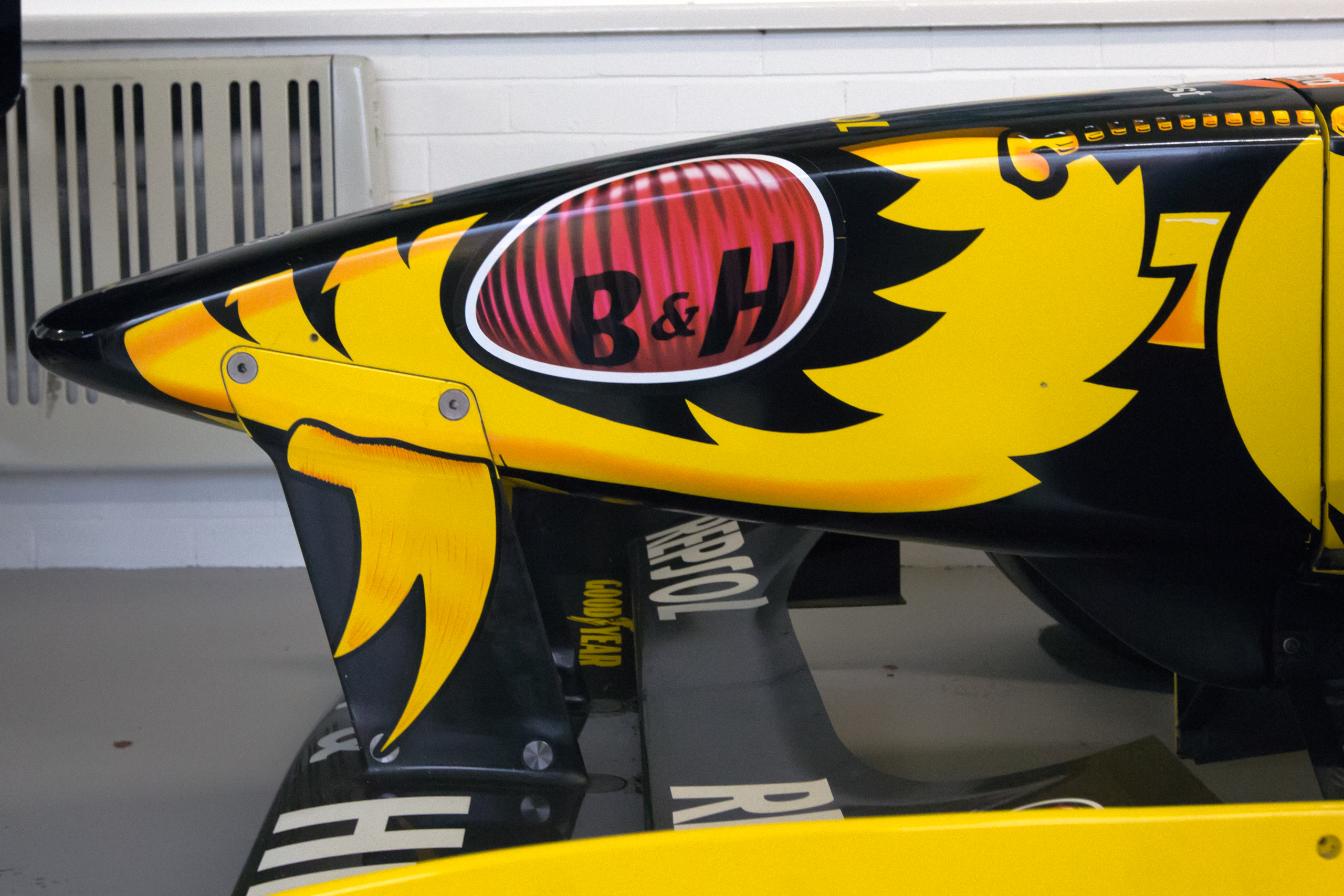
Nahaufnahme der Nasenseite

Die Grundfarbe des Autos war wie schon in den Vorjahren gelb; Front- und Heckflügel, Seitenkästen, ein Teil der Motorabdeckung und Oberseite der Fahrzeugnase waren schwarz. Hauptsponsor war die Tabakmarke Benson & Hedges, die auf beiden Flügeln, der Nase, den Seitenkästen und auf den Fahrerhelmen warb. Weitere Sponsoren waren das Kreditkartenunternehmen Mastercard, Repsol, Motorenlieferant Mugen-Honda, S.Oliver sowie einige kleine Sponsoren.
In Ländern, in denen das Bewerben von Tabakwaren nicht erlaubt war, wurde der Schriftzug Benson & Hedges durch „Buzzin’ Hornets“ (engl. für „Summende Hornissen“) ersetzt. Dies war sowohl eine Anspielung an die gelb-schwarze Lackierung des Wagens, welche an den gelb-schwarz gestreiften Körper von Hornissen erinnerte, als auch an die stilisierte Zeichnung einer Hornisse, welche die Seiten der Fahrzeugnase zierte.

## Fahrer
Zur Saison 1998 verließ Giancarlo Fisichella das Team in Richtung Benetton F1 und machte so Platz für Damon Hill, der seinen Vertrag mit dem Arrows-Team aufgrund mangelnder Konkurrenzfähigkeit des Fahrzeugs nach nur einer Saison beendete. Er pilotierte als erster Fahrer den Wagen mit der Nummer 9, während der im Team verbliebene zweite Fahrer Ralf Schumacher den zweiten Wagen mit der Nummer 10 fuhr. Testfahrer war der Spanier Pedro de la Rosa. In der Saison gewann Hill ein Rennen und konnte insgesamt 20 Punkte erreichen, wodurch er in der Fahrermeisterschaft den 6. Platz belegte. Schumacher stand zwei Mal auf dem Podium und gewann 14 Punkte – er wurde Zehnter.
Am Ende der Saison tauschten Schumacher und Heinz-Harald Frentzen die Plätze. Frentzen kam zu Jordan, Schumacher übernahm den dadurch frei gewordenen Sitz bei Williams F1. Testfahrer de la Rosa wurde von Arrows als Stammfahrer verpflichtet und verließ Jordan, seinen Platz besetzten Tomáš Enge und vereinzelt der Japaner Shinji Nakano, der Ende 1998 von Minardi entlassen worden war.

## Ergebnisse
| Fahrer                          | Nr.                             | 1   | 2   | 3   | 4  | 5   | 6   | 7   | 8   | 9   | 10 | 11 | 12 | 13 | 14 | 15  | 16  | Punkte | Rang |
| ------------------------------- | ------------------------------- | --- | --- | --- | -- | --- | --- | --- | --- | --- | -- | -- | -- | -- | -- | --- | --- | ------ | ---- |
| Formel-1-Weltmeisterschaft 1998 | Formel-1-Weltmeisterschaft 1998 |     |     |     |    |     |     |     |     |     |    |    |    |    |    |     |     | 34     | 4.   |
| D. Hill                         | 9                               | 8   | DSQ | 8   | 10 | DNF | 8   | DNF | DNF | DNF | 7  | 4  | 4  | 1  | 6  | 9   | 4   | 34     | 4.   |
| R. Schumacher                   | 10                              | DNF | DNF | DNF | 7  | 11  | DNF | DNF | 16  | 6   | 5  | 6  | 9  | 2  | 3  | DNF | DNF | 34     | 4.   |

| Legende  | Legende            | Legende                                                          |
| Farbe    | Abkürzung          | Bedeutung                                                        |
| -------- | ------------------ | ---------------------------------------------------------------- |
| Gold     | –                  | Sieg                                                             |
| Silber   | –                  | 2. Platz                                                         |
| Bronze   | –                  | 3. Platz                                                         |
| Grün     | –                  | Platzierung in den Punkten                                       |
| Blau     | –                  | Klassifiziert außerhalb der Punkteränge                          |
| Violett  | DNF                | Rennen nicht beendet (did not finish)                            |
| Violett  | NC                 | nicht klassifiziert (not classified)                             |
| Rot      | DNQ                | nicht qualifiziert (did not qualify)                             |
| Rot      | DNPQ               | in Vorqualifikation gescheitert (did not pre-qualify)            |
| Schwarz  | DSQ                | disqualifiziert (disqualified)                                   |
| Weiß     | DNS                | nicht am Start (did not start)                                   |
| Weiß     | WD                 | zurückgezogen (withdrawn)                                        |
| Hellblau | PO                 | nur am Training teilgenommen (practiced only)                    |
| Hellblau | TD                 | Freitags-Testfahrer (test driver)                                |
| ohne     | DNP                | nicht am Training teilgenommen (did not practice)                |
| ohne     | INJ                | verletzt oder krank (injured)                                    |
| ohne     | EX                 | ausgeschlossen (excluded)                                        |
| ohne     | DNA                | nicht erschienen (did not arrive)                                |
| ohne     | C                  | Rennen abgesagt (cancelled)                                      |
| ohne     | keine WM-Teilnahme |                                                                  |
| sonstige | P/fett             | Pole-Position                                                    |
| sonstige | 1/2/3/4/5/6/7/8    | Punktplatzierung im Sprint-/Qualifikationsrennen                 |
| sonstige | SR/kursiv          | Schnellste Rennrunde                                             |
| sonstige | *                  | nicht im Ziel, aufgrund der zurückgelegten Distanz aber gewertet |
| sonstige | ()                 | Streichresultate                                                 |
| sonstige | unterstrichen      | Führender in der Gesamtwertung                                   |